# Уговор из Троа
Уговор из Троа потписан је 21. маја 1420. године између енглеског краља Хенрија V и краљевине Француске током Стогодишњег рата.

## Историја
Уговор из Троа потписан је након Хенријеве успешне кампање у Француској. По доласку на власт (1415) Хенри је обновио рат са Француском која је у то време погођена грађанским ратом Бургунђана и Армањака. Хенри односи победу код Азенкура након чега вођство у Француској преузимају Бургунђани, односно њихов војвода Јован II. Јованов син и наследник, Филип Добри, успео се споразумети са Хенријем те је мир закључен 1420. године. Споразумом је уређен брак ћерке Карла VI, Катарине од Валоа, са француским краљем Хенријем. Хенри је именован регентом болесног француског краља и одређен је за наследника. Француска Скупштина сталежа ратификовала је споразум те касније исте године Хенри улази у Париз. Дофен Карло, син француског краља, лишен је наследства јер је, наводно, учествовао у убиству Луја I од Орлеана, вође странке Армањака (1407). Међутим, и Хенри V и Карло VI умиру 1422. године те је, у складу са споразумом из Троа, малолетни Хенри VI понео круне оба краљевства. Регенти Хенрија били су Јован од Ланкастера и Хемфри од Глостера. Дофен Карло је истакао своје право на француски престо и учврстио се у југозападној Француској. Касније му је Јованка Орлеанка помогла да се домогне круне. 
Уговор у Троу касније је потврђен уговором у Амијену (1423) којим су Бургундија и Бретања признале Хенрија VI за француског краља и ступиле у коалицију против дофена Карла. 